# Tota (Kolumbia)
Tota – miasto w Kolumbii, w departamencie Boyacá.